# 網路黃金EGD特大集資詐騙案
網路黃金

## 概觀
網絡黃金它首先旗幟鮮明的打出了「全球加密數字資產」的經濟學定義，同時也提出了「全球通用商業積分」的商業概念。
網絡黃金的這種運營概念規避了它的前輩比特幣的「貨幣」屬性，提出了一種新的商業思路，將區塊鏈技術作為現有商業體系的促進劑，不失為未來商業經濟的一種合理的解決方案。
網絡黃金源代碼引用了blackcoin的代碼。Blackcoin是POS(proof-of-stack)最早的參與者之一，這符合網絡黃金關於 「采用POS方式」的說明，如果你點去blackcoin的頁面，會發現blackcoin也是從另一個項目叫novacoin的「fork」出來。而 novacoin采用的是POW+POS的算法，詳細追究起來大概能寫一部POS算法演進史了。
比特幣和網絡黃金一樣，是從區塊鏈網絡中遵循一定的規律自然生成的，所有的節點都遵循同一個算法生成新的 「幣」或者「資產」，即使開發者自己也不可能依靠任何技術手段去獲得更多。因此在區塊鏈技術中，不存在「發行方」，因為價值是在整個互聯網中自然生成的，以同等的算法散落給各個節點，沒有人能夠破壞規則據為己有。因此，網絡黃金和其它類似的區塊鏈技術一樣，所有的商業行為本質上都是這種網絡價值的運用而已。 「網絡黃金」這個名字起得十分形象，因為它的確像是現實世界的黃金一樣，散落在地球各處，人們只能挖掘、循環利用，而不能在工廠裏生產然後出去賣。
網絡黃金繼比特幣之後實際上開創了新的思路，首先，PoS的算法解決了比特幣對ASIC(專用集成電路)的依賴，讓資產分配不再是大規模晶片生產商的小眾遊戲;其次，它「加密數字資產」和「商業積分」概念的提出，解決了區塊鏈的去中心化技術與現有法幣經濟體沖突的問題。網絡黃金的經濟模式是一種全新的嘗試，它通過商業積分的形式將實際的經濟價值註入到數字資產的體系中，以此支撐了自身價值的穩定升值。